# Butler, Wisconsin
Butler är en ort i Waukesha County i delstaten Wisconsin, USA.